# Reil
Reil est une municipalité allemande située dans le land de Rhénanie-Palatinat et l'arrondissement de Bernkastel-Wittlich.

## Politique

### Liste des maires successifs
| Identité           | Période | Période | Durée | Étiquette                          |
| Identité           | Début   | Fin     | Durée | Étiquette                          |
| ------------------ | ------- | ------- | ----- | ---------------------------------- |
| Rüdiger Nilles (d) |         |         |       | Parti social-démocrate d'Allemagne |

## Jumelages
| Ville | Ville     | Pays | Pays     | Période     |
| ----- | --------- | ---- | -------- | ----------- |
|       | Zedelghem |      | Belgique | depuis 2007 |